# 胡紹蘇
胡紹蘇（生年不詳—卒年不詳），江西省南昌府新建縣人，清朝政治人物、進士出身。
光緒二十年（1894年），参加光緒甲午科殿試，登進士二甲9名。同年五月，以主事分部学习。